# Ren Komatsu
Ren Komatsu (小松 蓮 Komatsu Ren?), född 10 september 1998 i Tokyo prefektur, är en japansk fotbollsspelare.
Komatsu började sin karriär 2018 i Matsumoto Yamaga FC. Efter Matsumoto Yamaga FC spelade han för Zweigen Kanazawa och Renofa Yamaguchi FC.